# Талицы (Нижегородская область)
Талицы — деревня в Ковернинском районе Нижегородской области, входит в состав Большемостовского сельсовета.

## География
Деревня находится на берегах небольшой речки Талки (приток Узолы) в 4-5 км к востоку от Ковернино и в 90 км к северу от Нижнего Новгорода. С севера к деревне примыкает густой лесной массив.

## История
Исторический центр бондарей на севере Нижегородской области.
Изначально деревня состояла из двух деревень — Больших и Малых Талиц.
Деревня Талицы известна личностью Григория Талицкого — книгописца, казнённого во времена Петра Первого.
В советское время в деревне находился колхоз «Заря», объединившийся с колхозом «Ковернино». Через деревню проходил кратчайший путь из города Семёнова в северные деревни района: Марково, Понурово, Белбаж.
Покровителем деревни считаются св. апостолы Пётр и Павел.

## Население
| 2002 | 2010 |
| ---- | ---- |
| 118  | ↘96  |

## Транспорт
Имеется автобусное сообщение с районным центром Ковернино.
Расстояние до ближайших городов по автодорогам:
- Городец — 63 км.
- Семёнов — 63 км.
- Нижний Новгород — 123 км.

## Виды Талиц

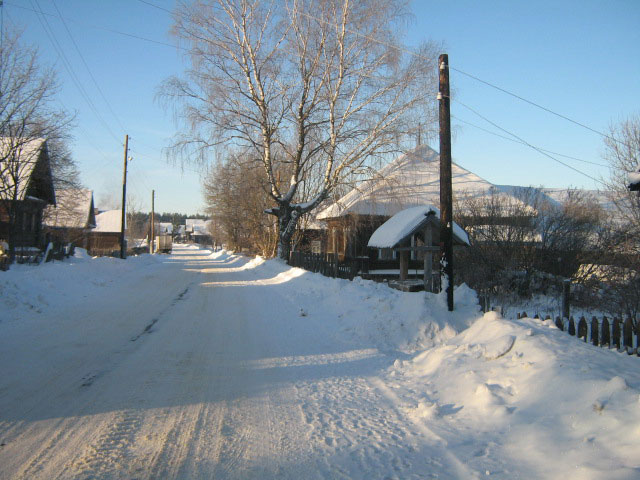
Большие Талицы зимой. Некоторым домам более 100 лет
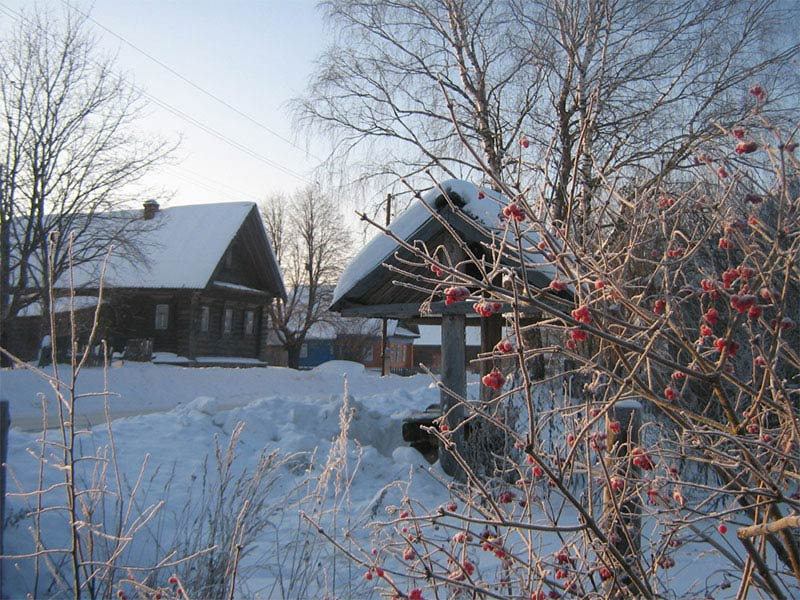
Вид на дом Г.В.Курочкина
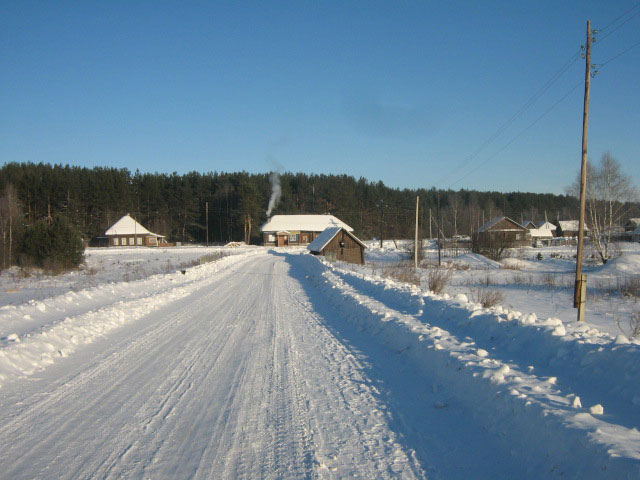
Дорога из Больших в Малые Талицы через мост. Справа кузница, слева дом Рябковых.